# Cytherea (Pornodarstellerin)

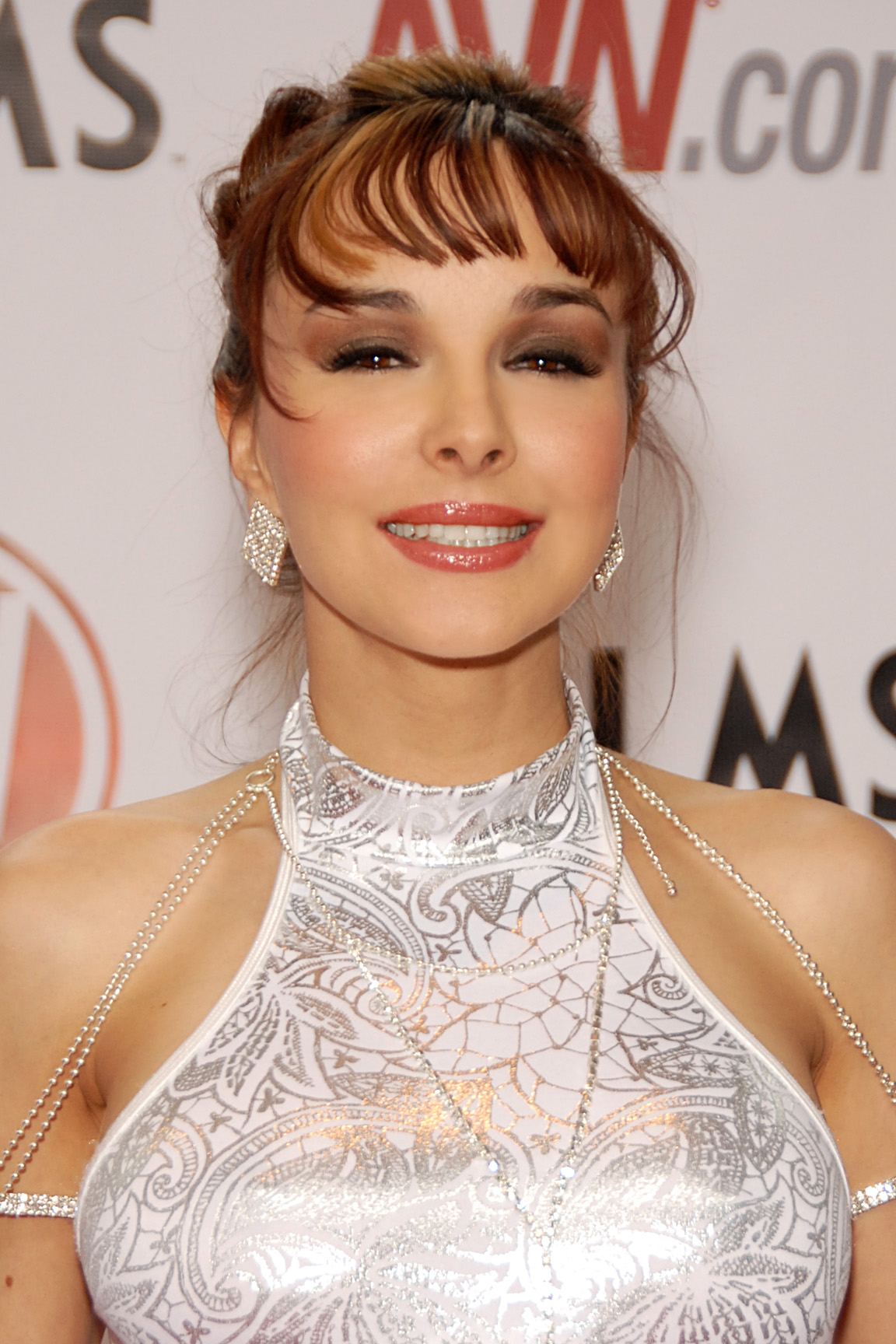
Cytherea bei den AVN Awards (2011)

Cassieardolla Elaine Story alias Cytherea (* 27. September 1981 in Salt Lake City, Utah) ist eine US-amerikanische Pornodarstellerin. 

## Leben
Cytherea begann ihre Karriere im Jahr 2002 und drehte seitdem ca. 250 Filme. Der Name Cytherea ist ein Beiname der griechischen Liebesgöttin Aphrodite, die Legenden zufolge auf Kythira geboren sein soll. In einigen Filmen nennt sie sich auch Cynthia, Cytheria oder Cyntheria. Eine häufige Partnerin von ihr ist Teagan Presley, mit der sie auch auf zahlreichen Werbefotos gemeinsam zu sehen ist.
Cytherea ist vor allem bekannt für ihre Darstellungen der weiblichen Ejakulation in Filmen wie Squirtwoman 1–3, Squirters, Squirt for Me P.O.V., Scuba Squirters!, Squirting 101. Weibliche Ejakulation ist im Pornobusiness eine gesuchte Fähigkeit, da bisher nur wenige Darstellerinnen willentlich diese Reaktion zeigen können. Cytherea zeichnet sich darüber hinaus besonders durch die überdurchschnittliche Menge des Ejakulats aus, was sie zu einem Star der Szene macht.
Sie ist seit 2007 und 2008 Mutter zweier Söhne und verheiratet. Um die Jahre 2005 und 2006 hatte sie sich vor allem infolge ihrer Schwangerschaft aus der Branche zurückgezogen, um erfolgreich gegen ihre Drogenabhängigkeit vorzugehen, und in den folgenden vier Jahren nur gelegentlich ein paar seltene Auftritte gedreht. Nach einer kurzen Rückkehrphase zwischen 2010 und 2011 gab sie 2012 schließlich (sowie 2014) ein offizielles Comeback. Für dieses hatte sie auf Initiative ihrer weiterhin stabilen Fangemeinde Spenden gesammelt und sich wegen ihrer Schwangerschaften jeweils einer Bauchdeckenstraffung und einer Brustvergrößerung unterzogen.
Im Januar 2015 wurde sie und ihre Familie von drei jugendlichen Männern überfallen, die sie ausraubten und auch sexuell attackierten, wobei sie zufällig Opfer wurde und die Tat nicht im Zusammenhang mit Cythereas Tätigkeit stand. Die Täter wurden festgenommen und später für fünf Fälle von Diebstahl, vier von Entführung, drei von versuchtem sexuellem Missbrauch und einem von sexuellem Missbrauch verurteilt. Im Februar 2015 wurde eine Online-Spendenkampagne eingerichtet, um sie und ihre Familie zu unterstützen.

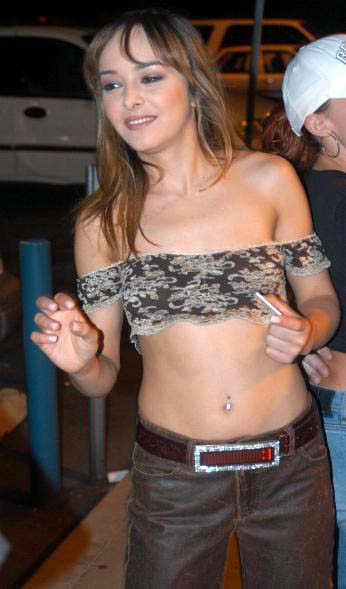
Cytherea bei Pornstar Karaoke (2005)

## Auszeichnungen
- 2003: XRCO Award „Teen Cream Dream“
- 2004: AVN Award „Best New Starlet“

## Fernsehauftritte
- Sex Games Vegas… als „Carla“ in der Folge For I Have Sinned (Mai 2005)
- Howard Stern Show